# Шербер
Шербер (нім. Ansiedescherbe f) — у гірничій справі: плавильна посудина з глини, яка використовувалася у пробірному аналізі. Невеликий тигель.
Наводимо уривок з праці Георга Агріколи De Re Metallica (1556 р.), який саме присвячений опису шербера і його застосування:
| Шербери і трикутні тиглі також не завжди виготовляються горшечниками, а робляться і самими гірниками. Їх виготовляють з жирної і густої глини середньої твердості. З глиною змішують розтерті в порошок старі черепки таких же тиглів або обпаленої цегли. З перемішаної таким чином з цими порошками глини формують товкачем тиглі і потім висушують їх. Ці тиглі також чим старіші, тим кращі.. |